# ديفيد شتاينر
ديفيد شتاينر (بالإنجليزية: David Steiner)‏ هو أكاديمي أمريكي، ولد في 1958.